# Gerolamo Porporato
Gerolamo Giuseppe Porporato (Torino, 10 agosto 1517 – Torino, 1581) è stato un giurista e politico italiano, al servizio del marchese di Saluzzo e del re di Francia.

## La formazione
Figlio di Giovan Francesco Porporato (1484-1544), presidente del Consiglio cismontano di Torino e fra i principali collaboratori del duca Carlo II di Savoia, si laureò in diritto nello Studio (Università) di Torino, seguendo le orme paterne e divenendo docente di diritto civile già nel 1535.
La sua carriera accademica fu però interrotta dall'invasione francese dello Stato sabaudo, iniziata nel 1536 e destinata a proseguire sino al 1559 (ma per alcune città anche più a lungo, visto che Torino tornò sabauda nel 1562 e Pinerolo solo nel 1574).
Mentre il padre Giovan Francesco restava fedele al servizio sabaudo, seguendo il duca Carlo II nelle sue peregrinazioni e venendo scelto per l'altissima carica di Gran Cancelliere (che però non poté rivestire per la morte sopraggiunta nel frattempo), Gerolamo prima andò a insegnare in altre università - fra cui Pavia ed Avignone (allora parte dello Stato della Chiesa) e poi tornò in Piemonte, dove si pose al servizio del marchese di Saluzzo.

## Al servizio del marchese di Saluzzo
Tra la fine degli anni trenta e l'inizio degli anni quaranta, Alessandro Porporato si trasferì a Saluzzo, dove divenne uno dei principali collaboratori del marchese Gabriele di Saluzzo. Il marchesato era divenuto di fatto un protettorato francese e il giovane marchese aveva bisogno di figure che lo aiutassero a mantenere quanto più possibile l'autonomia dello Stato. In realtà, gli spazi di manovra erano veramente scarsi. Nel 1544 il marchese Gabriele sposò Madeleine d'Annebault de Retz (1528-1568), unica figlia del barone Claude d'Annebault de Retz (1495ca. - 1552), grande favorito del re di Francia Francesco I e governatore del Piemonte dal 1539 al 1541. Parallelamente, Gerolamo Porporato sposò  Barbara d'Annebault, sorella di Claude (e istitutrice di Madelaine), la quale fu nominata anche «dame d'honneur» della nipote, marchesa di Saluzzo. Per il trentenne Gerolamo si trattava di un risultato di grande rilievo. Il marchese Gabriele, tuttavia, restava per la Francia un ostacolo all'annessione diretta del Marchesato, tanto più se dal suo matrimonio con l'ancor giovane moglie fossero nati dei figli. Nel 1548 il marchese, a seguito d'una congiura in cui lo si accusò di star cercando di passare con l'Impero, fu arrestato e condotto prigioniero a Pinerolo. Dopo alcuni mesi di prigionia, il marchese Gabriele fu liberato dal castello e posto al confino in città, con l'obbligo di residenza nella villa di Gerolamo Porporato, detta "La Porporata”. Qui lo sfortunato sovrano fu avvelenato, probabilmente ad opera del principe di Melfi, il 29 luglio. Non ci sono prove di un coinvolgimento del Porporato nella congiura, ma certo egli fu abile a non farsi coinvolgere nella caduta del marchese e, anzi, a transitare in modo rapido e indolore al servizio del re di Francia Enrico II. Nel frattempo, il 23 dicembre 1548 nacque a Saluzzo Alessandro Porporato, unico figlio nato dalle nozze di Gerolamo con Barbara d'Annebault.

## Al servizio del re di Francia
Pochi mesi dopo la morte del marchese Gabriele, il re di Francia Enrico II si recò a Saluzzo per assumere l'eredità del Marchesato. Durante tale viaggio, passando per Pinerolo alloggiò anch'egli presso la villa Porporata, segno del rapporto instaurato con Gerolamo e la sua famiglia. Nell'ordinamento francese del Marchesato di Saluzzo la principale carica di magistratura fu quella del senescalco. Enrico II la conferì a Gerolamo Porporato e nominò il fratello di questi Giovanni Angelo quale vice-senescalco . 
Gerolamo, inoltre, divenne "secondo presidente" del Parlamento francese di Torino, la magistratura che aveva preso il posto del sabaudo Consiglio cismontano (gran parte dei componenti del quale, invece, erano restati fedeli al duca Carlo II). I Porporato divennero così uno dei principali alleati della Francia nelle file dell'aristocrazia subalpina.
Obiettivo di Gerolamo e del fratello Giovan Angelo era la costruzione di un blocco di possessi feudali nelle valli di Luserna, proseguendo il radicamento sul territorio già iniziato dal padre Giovan Francesco. In questo la corona di Francia era un alleato naturale, giacché Carlo Manfredi Luserna d'Angrogna, il principale feudatario delle valli, era restato fedele ai Savoia. Nel 1556 il re di Francia infeudò Gerolamo di diversi territori già possesso di Carlo Manfredi Luserna d'Angrogna e a questi espropriati quale punizione per il suo servizio al duca. Un anno dopo, nel 1557, quando il governatore francese Charles de Cossé de Brissac pose assedio a Cuneo, cui governatore era appunto Carlo Manfredi Luserna d'Angrogna, i fratelli Porporato non esitarono a segnalare a Brissac dove trovare Emanuele Filiberto Manfredi Luserna d'Angrogna, secondogenito del governatore, perché lo potesse rapire e così ricattarlo, proponendo lo scambio fra la resa della città e la restituzione dell'infante. Il ricatto non andò a buon fine, ma aumentò ulteriormente lo scontro fra le due famiglie.
Quando nel 1559 Emanuele Filiberto di Savoia, dopo la pace di Cateau-Cambrésis, riprese il potere sul suo Stato, le famiglie che si erano schierate coi francesi non vennero escluse dalla corte e dalle magistrature. La duchessa, Margherita di Valois, era figlia di Francesco I e sorella di Enrico II; lo Stato aveva bisogno di pace e, quindi, era necessario che i rapporti con la Francia fossero i migliori possibili. Ciò nonostante per Gerolamo le porte del servizio sabaudo non si riaprirono: egli restò sino alla morte senescalco di Saluzzo e presidente del Parlamento di Torino che si era, nel frattempo, trasformato nel Conseil royal di Pinerolo.
Al contrario il fratello Giovan Angelo divenne senatore di Piemonte e la moglie Barbara fu scelta dalla duchessa quale governatrice del piccolo Carlo Emanuele I di Savoia. Anche il figlio Alessandro fu accolto alla corte sabauda, come gentiluomo di camera del duca, di cui seppe guadagnarsi la fiducia.
Nel 1571, però, morirono sia Alessandro sia Barbara. Gerolamo, rimasto vedovo e senza figli, si risposò, scegliendo come moglie Ange Emé de Saint Julien, figlia di Barthélemy, primo presidente del Parlamento francese di Torino e poi del Conseil di Pinerolo. Dal matrimonio nacque Emanuele Antonio (1573-1645).
Frustrato nelle sue speranze di carriera (aveva più volte chiesto, inutilmente, di esser trasferito a Parigi, tra i presidenti della Camera dei conti del Regno di Francia), Gerolamo Porporato morì a Torino nel 1581.

## Riconoscimenti
- La città di Pinerolo gli ha intitolato un Liceo Classico ed un corso all'interno della rete viaria
- Anche il comune di Volvera gli ha intitolato una via del concentrico